# Metal alternativo
El metal alternativo es un subgénero del heavy metal que posee varias características del rock alternativo y de sus subgéneros. Alcanzó la popularidad en la década de 1990.

## Desarrollo
El género ha sido descrito como parte del rock alternativo y del heavy metal. Muchas bandas tienden a emplear un canto limpio, influenciado por las voces del rock alternativo, en contraste con otros subgéneros del denominado heavy metal. Sin embargo, las bandas más recientes, también han incorporado estilos vocales como guturales y screaming.
Debido al gran número de subgéneros existentes a partir del metal y el rock, es difícil encasillar a un grupo determinado en cuestión como metal alternativo. Si bien la clasificación es apta para grupos que no encajan en ningún subgénero particular, las discusiones acerca de la clasificación son constantes.
Los primeros indicios de este género se encuentran en Rage Against the Machine, Soundgarden, Alice in Chains, Primus y Faith No More, ya que fueron bandas pioneras en fusionar el sonido pesado del metal con el sonido ecléctico y accesible del rock alternativo.
Un gran detonante de la creación del subgénero es el cambio de aires de muchas bandas de grunge a finales de los años 1990, tornándose más oscuras y usando riffs más pesados, además de baterías de un sonido aún más duro. El movimiento grunge de comienzos de los noventa, fue el detonador que llevó a este subgénero a un público mayor, haciendo que, los grupos que lo practicaran, buscasen sus propios caminos: Jane's Addiction y Tool tomaron un sonido más cercano al rock progresivo; Corrosion of Conformity y el grupo de grunge Soundgarden, tenían una influencia del blues rock de los años 1970, mientras que, Alice in Chains, tomaba un poco de la oscuridad y densidad de Black Sabbath.
Faith No More, Primus, Rage Against the Machine e Incubus, incorporaron elementos del funk a su forma de ver el metal alternativo; mientras que White Zombie, Nine Inch Nails y Fear Factory, comenzaron el ahora denominado metal industrial, combinando la música industrial con las guitarras del heavy metal.
Sepultura mezcló los ritmos de los brasileños en su música en su álbum de estudio Roots, mientras que, bandas como Dog Fashion Disco y Vicious Hairy Mary, mezclaban la música de circo y carnavalesca, el jazz y el rock surfista en su música, estilo descrito como circus metal.
Tiempo después, esta tendencia musical vio influencias del thrash metal, death metal y groove metal.